# OGLE-2007-BLG-349(AB)b
OGLE-2007-BLG-349(AB)b是一顆距離地球約8000光年的环联星运转行星，位於天球上人馬座的方向上。該系外行星是環聯星運轉行星中第一顆以微引力透镜法發現的。

## 概要

### 質量與軌道
OGLE-2007-BLG-349L(AB)b屬於超級海王星，並且它的質量與半徑大於海王星。其質量大約是80 M🜨。OGLE-2007-BLG-349L(AB)b的質量接近土星，因此也被認為是氣態巨行星。它的軌道距離聯星系統的質心約2.9天文單位，即環繞聯星系統。

### 母恆星
OGLE-2007-BLG-349(AB)b 環繞由兩顆紅矮星組成的聯星系統OGLE-2007-BLG-349L。該聯星系統恆星互繞的軌道週期大約9日。兩顆恆星的質量分別為0.41與0.30 M☉。兩顆恆星的年齡、半徑與表面溫度目前不明。相較之下，太陽的年齡約46億年，表面溫度5778 K。
該聯星系的視星等為14.3。